# Metapogon amargosae
Metapogon amargosae là một loài ruồi trong họ Asilidae. Metapogon amargosae được Wilcox miêu tả năm 1972. Loài này phân bố ở vùng Tân Bắc giới.